# 2016年夏季奥林匹克运动会赛事焦点
2016年夏季奥林匹克运动会赛事焦点列出2016年巴西奥运会举行期间（包括开幕式前的赛事）的所有赛事项目的焦点。比赛日期以当地时间作准，当中内容的第一天是指开幕典礼后的第一天比赛日。

## 赛程表
| OC | 開幕式 | ● | 比賽 | 1 | 決賽 | EG | 表演 | CC | 閉幕式 |

| 8月                | 8月                | 3日      | 4日      | 5日      | 6日      | 7日      | 8日      | 9日      | 10日      | 11日      | 12日      | 13日      | 14日      | 15日      | 16日      | 17日      | 18日      | 19日      | 20日      | 21日      | 金牌 總數 |
| ------------------ | ------------------ | -------- | -------- | -------- | -------- | -------- | -------- | -------- | --------- | --------- | --------- | --------- | --------- | --------- | --------- | --------- | --------- | --------- | --------- | --------- | --------- |
| 儀式 (開幕 / 閉幕) | 儀式 (開幕 / 閉幕) |          |          | OC       |          |          |          |          |           |           |           |           |           |           |           |           |           |           |           | CC        |           |
| 射箭               | 射箭               |          |          |          | 1        | 1        | ●        | ●        | ●         | 1         | 1         |           |           |           |           |           |           |           |           |           | 4         |
| 田徑               | 田徑               |          |          |          |          |          |          |          |           |           | 3         | 5         | 4         | 5         | 5         | 4         | 6         | 7         | 7         | 1         | 47        |
| 羽球               | 羽球               |          |          |          |          |          |          |          |           | ●         | ●         | ●         | ●         | ●         | ●         | 1         | 1         | 2         | 1         |           | 5         |
| 籃球               | 籃球               |          |          |          | ●        | ●        | ●        | ●        | ●         | ●         | ●         | ●         | ●         | ●         | ●         | ●         | ●         | ●         | 1         | 1         | 2         |
| 拳擊               | 拳擊               |          |          |          | ●        | ●        | ●        | ●        | ●         | ●         | ●         | ●         | 1         | 1         | 1         | 1         | 1         | 1         | 3         | 4         | 13        |
| 輕艇               | 激流               |          |          |          |          | ●        | ●        | 1        | 1         | 2         |           |           |           |           |           |           |           |           |           |           | 16        |
| 輕艇               | 静水               |          |          |          |          |          |          |          |           |           |           |           |           | ●         | 4         | ●         | 4         | ●         | 4         |           | 16        |
| 自由車             | 公路赛             |          |          |          | 1        | 1        |          |          | 2         |           |           |           |           |           |           |           |           |           |           |           | 18        |
| 自由車             | 场地赛             |          |          |          |          |          |          |          |           | 1         | 2         | 2         | 1         | 1         | 3         |           |           |           |           |           | 18        |
| 自由車             | 小轮车             |          |          |          |          |          |          |          |           |           |           |           |           |           |           | ●         | ●         | 2         |           |           | 18        |
| 自由車             | 山地赛             |          |          |          |          |          |          |          |           |           |           |           |           |           |           |           |           |           | 1         | 1         | 18        |
| 跳水               | 跳水               |          |          |          |          | 1        | 1        | 1        | 1         |           | ●         | ●         | 1         | ●         | 1         | ●         | 1         | ●         | 1         |           | 8         |
| 馬術               | 馬術               |          |          |          | ●        | ●        | ●        | 2        | ●         | ●         | 1         |           | ●         | 1         | ●         | 1         |           | 1         |           |           | 6         |
| 擊劍               | 擊劍               |          |          |          | 1        | 1        | 1        | 1        | 2         | 1         | 1         | 1         | 1         |           |           |           |           |           |           |           | 10        |
| 曲棍球             | 曲棍球             |          |          |          | ●        | ●        | ●        | ●        | ●         | ●         | ●         | ●         | ●         | ●         | ●         | ●         | 1         | 1         |           |           | 2         |
| 足球               | 足球               | ●        | ●        |          | ●        | ●        |          | ●        | ●         |           | ●         | ●         |           |           | ●         | ●         |           | 1         | 1         |           | 2         |
| 高爾夫             | 高爾夫             |          |          |          |          |          |          |          |           | ●         | ●         | ●         | 1         |           |           | ●         | ●         | ●         | 1         |           | 2         |
| 體操               | 竞技体操           |          |          |          | ●        | ●        | 1        | 1        | 1         | 1         |           |           | 4         | 3         | 3         | EG        |           |           |           |           | 18        |
| 體操               | 艺术体操           |          |          |          |          |          |          |          |           |           |           |           |           |           |           |           |           | ●         | 1         | 1         | 18        |
| 體操               | 蹦床               |          |          |          |          |          |          |          |           |           | 1         | 1         |           |           |           |           |           |           |           |           | 18        |
| 手球               | 手球               |          |          |          | ●        | ●        | ●        | ●        | ●         | ●         | ●         | ●         | ●         | ●         | ●         | ●         | ●         | ●         | 1         | 1         | 2         |
| 柔道               | 柔道               |          |          |          | 2        | 2        | 2        | 2        | 2         | 2         | 2         |           |           |           |           |           |           |           |           |           | 14        |
| 現代五項           | 現代五項           |          |          |          |          |          |          |          |           |           |           |           |           |           |           |           | ●         | 1         | 1         |           | 2         |
| 划船               | 划船               |          |          |          | ●        | ●        | ●        | ●        | 2         | 4         | 4         | 4         |           |           |           |           |           |           |           |           | 14        |
| 七人制橄欖球       | 七人制橄欖球       |          |          |          | ●        | ●        | 1        | ●        | ●         | 1         |           |           |           |           |           |           |           |           |           |           | 2         |
| 帆船               | 帆船               |          |          |          |          |          | ●        | ●        | ●         | ●         | ●         | ●         | 2         | 2         | 2         | 2         | 2         |           |           |           | 10        |
| 射擊               | 射擊               |          |          |          | 2        | 2        | 2        | 1        | 2         | 1         | 2         | 2         | 1         |           |           |           |           |           |           |           | 15        |
| 游泳               | 游泳               |          |          |          | 4        | 4        | 4        | 4        | 4         | 4         | 4         | 4         |           | 1         | 1         |           |           |           |           |           | 34        |
| 水上芭蕾           | 水上芭蕾           |          |          |          |          |          |          |          |           |           |           |           | ●         | ●         | 1         |           | ●         | 1         |           |           | 2         |
| 乒乓球             | 乒乓球             |          |          |          | ●        | ●        | ●        | ●        | 1         | 1         | ●         | ●         | ●         | ●         | 1         | 1         |           |           |           |           | 4         |
| 跆拳道             | 跆拳道             |          |          |          |          |          |          |          |           |           |           |           |           |           |           | 2         | 2         | 2         | 2         |           | 8         |
| 網球               | 網球               |          |          |          | ●        | ●        | ●        | ●        | ●         | ●         | 1         | 1         | 3         |           |           |           |           |           |           |           | 5         |
| 鐵人三項           | 鐵人三項           |          |          |          |          |          |          |          |           |           |           |           |           |           |           |           | 1         |           | 1         |           | 2         |
| 排球               | 沙滩排球           |          |          |          | ●        | ●        | ●        | ●        | ●         | ●         | ●         | ●         | ●         | ●         | ●         | 1         | 1         |           |           |           | 4         |
| 排球               | 室内排球           |          |          |          | ●        | ●        | ●        | ●        | ●         | ●         | ●         | ●         | ●         | ●         | ●         | ●         | ●         | ●         | 1         | 1         | 4         |
| 水球               | 水球               |          |          |          | ●        |          | ●        | ●        | ●         | ●         | ●         | ●         | ●         | ●         | ●         | ●         | ●         | 1         | 1         |           | 2         |
| 舉重               | 舉重               |          |          |          | 1        | 2        | 2        | 2        | 2         |           | 2         | 1         | 1         | 1         | 1         |           |           |           |           |           | 15        |
| 角力               | 角力               |          |          |          |          |          |          |          |           |           |           |           | 2         | 2         | 2         | 3         | 3         | 2         | 2         | 2         | 18        |
| 金牌總數           | 金牌總數           |          |          |          | 12       | 14       | 14       | 15       | 20        | 19        | 24        | 21        | 22        | 17        | 25        | 16        | 23        | 22        | 30        | 12        | 306       |
| 累積金牌總數       | 累積金牌總數       |          |          |          | 12       | 26       | 40       | 55       | 75        | 94        | 118       | 139       | 161       | 178       | 203       | 219       | 242       | 264       | 294       | 306       |           |
| 8月                | 8月                | 3日 週三 | 4日 週四 | 5日 週五 | 6日 週六 | 7日 週日 | 8日 週一 | 9日 週二 | 10日 週三 | 11日 週四 | 12日 週五 | 13日 週六 | 14日 週日 | 15日 週一 | 16日 週二 | 17日 週三 | 18日 週四 | 19日 週五 | 20日 週六 | 21日 週日 | 金牌總數  |

## 8月5日
射箭
- 南韓的金優鎮在男子個人賽以700環打破世界紀錄，也是本屆奧運會的首個世界紀錄[1]。
- 南韓的崔美善在女子個人賽以669環打破世界紀錄[2]。

 开幕典礼
- 开幕式将于当地时间晚上8点在马拉卡纳体育场举行。[3]

## 8月6日
射箭
- 男子團體決賽，南韓以6-0擊敗美國贏得金牌[4]。

 自行車
- 男子公路賽的金牌由比利時的格雷格·范·阿韦马特所得，其完成時間為6小時10分鐘05秒[5]。

 劍擊
- 女子個人重劍決賽，匈牙利的萨斯·埃迈谢以15:13擊敗意大利對手萝塞拉·菲亚明戈封后[6]。

 柔道
- 男子60公斤級決賽，俄羅斯的別斯蘭·穆德拉諾夫戰勝哈薩克選手叶尔多斯·斯梅托夫贏得金牌[7]。
- 女子48公斤級決賽，葆拉·帕雷托力克南韓的鄭普涇為阿根廷取得本屆奧運的第一面金牌[7]。

 射擊
- 女子10米氣步槍決賽，來自美國的維珍尼亞·卓華舒雅以208環获得本屆奧運的首面金牌，中国的杜丽和易思玲分别获得银牌和铜牌[8]。
- 男子10米氣步槍決賽，越南的黃春榮以202.5環贏得該國首面的奧運金牌[9]。

 游泳
- 男子400米自由泳決賽，澳洲的麥克·霍爾頓以0.13秒之差力壓衛冕冠軍孫揚，事隔8年後再次替澳洲贏得此賽事的金牌[10]。
- 男子400米混合泳決賽，日本的萩野公介以破該國紀錄的4分06秒05贏得金牌[11]。
- 女子400米混合泳決賽，匈牙利的卡廷卡·霍斯祖以破世界紀錄的4分26秒36掄元[11]。
- 女子4X100米自由泳決賽，澳洲隊以破世界紀錄的3分30秒65奪金[12]。
- 男子100米蛙泳初賽，英國的亞當·佩蒂以57.55秒完成賽事，刷新自己於一年前創下的世界紀錄[13]。

 舉重
- 女子48公斤級決賽，泰國的梭披达·塔那讪以總成績200公斤的成績摘下金牌[14]。

## 8月7日
射箭
- 女子團體決賽，南韓以局數5-1擊敗俄羅斯，問鼎金牌[15]。

 自行車
- 女子公路賽，荷蘭的安娜·范德布雷亨率先到達終點，贏得金牌[16]。

 跳水
- 女子雙人3米彈板決賽的冠軍由中國組合吳敏霞/施廷懋所得，這是吳敏霞的第5面奧運金牌[17]。

 劍擊
- 男子個人花劍決賽，意大利的達尼埃萊·加羅佐以15:11戰勝美國對手亚历山大·马西亚拉斯為意大利再增添一面金牌[18]。

 柔道
- 男子66公斤級決賽，意大利的法比奧·巴西萊通過一本獲勝，摘下金牌[19]。
- 科索沃在首次參與奧運即取得金牌，該國的瑪琳達·開爾門蒂在女子52公斤級決賽獲勝[20]。

 射擊
- 女子10米氣手槍決賽，中國的張夢雪以199.4環拿下金牌[21]。
- 女子不定向飛靶決賽，澳洲的凯瑟琳·斯金纳取得12分下加冕[22]。

 游泳
- 英國的亞當·佩蒂改寫於1日前創下的世界紀錄，他在男子100米蛙泳決賽以57秒13完成賽事，替英國贏得本屆奧運的第一金[23]。
- 男子4x100米自由泳決賽，美國以3分09秒92贏得金牌。這同時是米高·菲比斯個人第19面奧運金牌[24]。
- 女子400米自由泳決賽，美國的姬蒂·雷德基以破世界紀錄的3分56秒46封后[25]。
- 女子100米蝶泳決賽，瑞典的莎拉·斯約史卓姆以破世界紀錄的55秒48掄元[26]。

 舉重
- 男子56公斤級決賽，2008年奧運金牌得主、中國的龍清泉以總成績307公斤稱霸[27]。
- 女子53公斤級決賽，中華台北的許淑淨以總成績212公斤奪下金牌。這是繼2004年雅典奧運後中華台北的首面金牌[28]。

## 8月8日
跳水
- 男子雙人10米高台決賽，中國的陳艾森/林躍組合以39分的差距力壓美國組合奪冠[29]。

 劍擊
- 俄羅斯包辦女子個人佩劍的金牌和銀牌，亚娜·叶戈良在決賽以15-14擊敗索菲娅·韦莉卡娅[30]。

 體操
- 男子團體賽，日本以274.094分封王，是繼2004年雅典奧運後再次在此項目取得金牌[31]。

 柔道
- 男子73公斤級決賽，日本的大野將平以一本獲勝，贏得金牌[32]。
- 女子57公斤級決賽，東道主巴西的拉斐拉·席爾瓦以一個「技有」擊敗蒙古對手，奪得巴西於本屆奧運的首金[33]。

 七人制欖球
- 女子組決賽，澳洲以24-17戰勝新西蘭，取得這新增項目的金牌[34]。

 射擊
- 男子10米氣步槍決賽，意大利的尼科洛·坎普里亞尼以破奧運紀錄的206.1環為意大利取得本屆奧運的第三面金牌[35]。
- 男子不定向飛靶決賽，克羅地亞的约瑟普·格拉斯诺维奇經4次附加槍後終鎖定金牌[36]。

 游泳
- 男子200米自由泳決賽，中國的孫揚以1分44秒65奪金[37]。
- 男子100米背泳決賽，美國的瑞安·墨菲力壓中國的徐嘉余贏得金牌[38]。
- 女子100米背泳決賽，匈牙利的卡廷卡·霍斯祖以58秒45率先完成賽事，這是她在今屆奧運的第二面金牌[39]。
- 女子100米蛙泳決賽，美國的莉莉·金以1分4秒93問鼎金牌，並打破塵封8年的奧運紀錄[40]。

 舉重
- 男子62公斤級決賽，上屆銀牌得主、哥倫比亞的奧斯卡·菲格羅亞以總成績318公斤稱霸。賽前大熱諶利軍未能完成賽事[41]。
- 女子58公斤級決賽，泰國的素甘亚·斯里素拉以總成績240公斤奪魁[42]。

## 8月9日
輕艇
- 男子單人划艇激流迴旋(C-1)決賽，法國的德尼·加尔戈·沙尼以1分34秒17最快完成賽事，拿下金牌。

 跳水
- 女子雙人10米高台決賽，中國組合陳若琳/劉蕙瑕以354分贏得金牌，這是陳若琳個人的第5面奧運金牌。

 馬術
- 個人三項賽，德國的米夏埃尔·容以40.90分取得金牌。
- 團體三項賽，法國以169.0分問鼎金牌。

 劍擊
- 男子個人重劍決賽，南韓的朴相泳後來居上，反勝匈牙利的伊姆赖·盖佐為南韓增添一面金牌。伊姆雷·蓋佐則事隔20年後再次取得奧運獎牌。

 體操
- 女子團體決賽，美國以8分之差力壓俄羅斯衛冕金牌。

 柔道
- 男子81公斤級決賽，俄羅斯的哈桑·哈尔穆尔扎耶夫以一本擊敗美國的特拉維斯·史蒂文斯贏得金牌。
- 女子63公斤級決賽，斯洛文尼亞的蒂娜·特尔斯泰尼亚克力壓法國對手克拉丽丝·阿格贝涅努，奪得該國於本屆奧運的第一金。

 射擊
- 女子25米手槍決賽，希臘的安娜·科拉卡基取得8分獲勝，這是她於本屆奧運的第2面獎牌。

 游泳
- 美國泳手米高·菲比斯在男子200米蝶泳決賽再下一城，以1分53秒36掄元。
- 男子4X200米自由泳決賽，美國以3秒的優勢力壓英國，問鼎金牌。
- 女子200米自由泳決賽，美國的姬蒂·雷德基以1分53秒73完成加冕。
- 女子200米混合泳決賽，匈牙利的卡廷卡·霍斯祖以破奧運紀錄的2分06秒58封后，這也是她在本屆奧運的第3面金牌。

 舉重
- 男子69公斤級決賽，中國的石智勇以1公斤之微險勝土耳其的達尼亞爾·伊斯馬伊洛夫，贏得金牌。
- 女子63公斤級決賽，中國的鄧薇以破世界紀錄的262公斤摘下金牌。

## 8月10日
輕艇
- 男子單人划艇激流迴旋(K-1)決賽，英國的乔·克拉克以88秒53的成績拿下金牌。

 單車
- 男子公路計時賽，2008年北京奧運金牌得主、瑞士的法比安·坎切拉拉以1小時12分15秒42再次在此賽事封王。
- 女子公路計時賽，美國的克麗斯廷·阿姆斯特朗以44分26秒42加冕，實現三連冠。

 跳水
- 男子雙人10米高台決賽，英國組合克里斯·米爾斯/傑克·勞格赫以454.32分掄元，是英國歷史性首奪奧運跳水金牌，也令中國的秦凱無法三度稱霸。

 劍擊
- 男子個人佩劍決賽，匈牙利的斯拉奇·阿倫以15-8擊敗美國的达里尔·霍默，成功衛冕金牌。
- 女子個人花劍決賽，俄羅斯的因娜·德里格拉佐娃以12-11小勝，為俄羅斯取得第4面金牌。

 體操
- 男子個人全能決賽，日本的內村航平僅以0.099分險勝烏克蘭的奥列格·维尔尼亚耶夫，這是他的第3面奧運金牌。

 柔道
- 男子90公斤級決賽，日本的貝克茉秋戰勝格魯吉亞的瓦爾連·李帕鐵利亞尼，替日本取得本屆奧運的第2面柔道金牌。
- 女子70公斤級決賽，日本的田知本遙擊敗世界排名第1的尤麗·阿爾韋亞爾奪取金牌。

 射擊
- 男子50米手槍決賽，南韓的秦鐘午以193.7環染指金牌，這是他的第4面奧運金牌。
- 男子雙向飛靶決賽，以個人身份參賽的费海德·代哈尼以26中的成績取得金牌。

 游泳
- 男子100米自由泳決賽，澳洲的凱爾·查默斯以47秒58最先到達終點，是48年来首位在賽事獲得金牌的澳洲運動員[43]。
- 男子200米蛙泳決賽，哈薩克的德米特里·巴蘭京力壓美國的喬許·普雷諾特贏得金牌。
- 女子200米蝶泳決賽，西班牙的米芮亞·貝蒙特·加西亞以2分4秒85拿下金牌。
- 女子4X200米自由泳決賽，美國以7分43秒03獲奪金牌。

 乒乓球
- 女子單人決賽，中國的李曉霞以局數4-3擊敗丁寧，首奪奧運金牌。

 舉重
- 男子77公斤級決賽，哈薩克的尼加特·拉希姆夫（英语：Nijat Rahimov）和中國的呂小軍同樣舉到379公斤的成績，但由於前者的體重較輕而問鼎金牌。後來拉希姆夫因違反反禁藥劑條例而被取消成績。
- 女子69公斤級決賽，中國的向艷梅以總成績261斤奪得金牌。

## 8月11日
射箭
- 女子個人決賽，南韓的張惠珍以局數6-2戰勝德國對手莉萨·翁鲁獲得金牌，這是自1972年慕尼黑奧運加入射箭項目後南韓第8次奪得此殊榮。

 輕艇
- 男子雙人划艇激流迴旋(C-2)決賽，斯洛伐克的拉吉斯拉夫·什坎塔尔/彼得·什坎塔尔組合以101秒58最快完成賽事，拿下金牌。
- 女子單人划艇激流迴旋(K-1)決賽，西班牙的玛亚伦·乔劳特以98.65秒最快完成賽事，摘下金牌。

 單車
- 男子團體競速賽決賽，英國以破奧運紀錄的42秒440擊敗澳洲拿下金牌。

 劍擊
- 女子團體重劍決賽，羅馬尼亞以44-38挫下中國，奪得金牌。

 體操
- 女子個人全能決賽，美國的西蒙·拜爾斯以62.198分稱后，這是她於本屆奧運的第2面金牌。兩日前，她奪得女子團體賽金牌。

 柔道
- 男子100公斤級決賽，捷克的盧卡斯·克帕勒克利用一本力克阿塞拜疆對手埃爾馬·加西莫夫，染指金牌。
- 女子78公斤級決賽，美國的凱拉·哈里森戰勝法國的奥德蕾·特舍梅奥，成功衛冕。

 划艇
- 男子雙人單槳無舵手決賽，紐西蘭以6分59秒71率先完成賽事，拿下金牌。
- 男子雙人雙槳決賽，克羅地亞以6分50秒28的成績獲取金牌。
- 男子四人雙槳決賽，德國以6分6秒81實現衛冕。
- 女子雙人雙槳決賽，波蘭以7分40秒10贏得金牌。
- 女子四人雙槳決賽，德國以6分49秒39奪得金牌。

 七人制欖球
- 男子組決賽，斐濟以43-7大勝英國稱霸，是該國自1956年參與夏季奧運起首次獲得獎牌。

 射擊
- 女子50米三姿步槍決賽，德國的芭芭拉·恩格利德以0.2環小勝中國的張彬彬獲取金牌。

 游泳
- 男子200米背泳決賽，美國的瑞安·墨菲以1分53秒62的時間拿下金牌。美國已連續6屆奧運奪得此比賽的冠軍。
- 男子200米混合泳決賽，美國的米高·菲比斯以1分54秒66掄元。
- 女子100米自由泳決賽，美國的西蒙娜·曼努埃尔和加拿大的佩妮·奥莱克夏克均以破奧運紀錄的52秒70問鼎金牌。其中，席夢·曼紐成為首位贏得個人奧運游泳金牌的非裔美國人[44]。
- 女子200米蛙泳決賽，日本的金藤理繪以2分20秒30的成績戰勝所有對手，獲得個人首面奧運金牌。

 乒乓球
- 男子單人決賽，中國的馬龍以局數4-0輕取張繼科，首次贏得奧運男單金牌。

## 8月12日
射箭
- 男子個人決賽，南韓的具本粲以局數7-3奪冠，確立南韓一舉拿下本屆奧運中所有射箭項目的金牌。

 田徑
- 男子20公里競步，上屆銅牌得主、中國的王鎮以1小時19分14秒取得金牌。
- 女子10000米，埃塞俄比亞的阿爾馬茲·阿雅娜以29分17秒45的成績奪取金牌，並打破塵封23年的世界紀錄[45]。
- 女子鉛球決賽，美國的蜜雪兒·卡特擲出20米63加冕冠軍。

 單車
- 男子團體爭先賽，於初賽中打破世界紀錄的英國隊在決賽再次打破紀錄並贏得金牌，時間為3分50秒570。
- 女子團體爭先賽決賽，於初賽中打破世界紀錄的中國組合宮金傑/钟天使擊敗俄羅斯獲得金牌，是該國首次在奧運會單車比賽中取得金牌[46]。

 馬術
- 盛裝舞步團體決賽，德國以總分81.936摘下金牌，是兩德統一後德國第6度贏得此項目的金牌。

 劍擊
- 男子團體花劍決賽，俄羅斯以45-41戰勝法國，這是他們於本屆奧運的第3面劍擊金牌。

 體操
- 女子彈床決賽，加拿大的羅西·麥克琳南以56.465分衛冕金牌。

 柔道
- 男子100公斤級以上決賽，法國的特迪·里內力克日本對手，拿下金牌。
- 女子78公斤級以上決賽，法國的埃米莉·昂代奥尔以一本勝出，替法國再奪一面金牌。

 划艇
- 男子輕量級雙人雙槳決賽，法國最先沖線拿下金牌。
- 男子四人無舵手決賽，英國以5分58秒61問鼎金牌。
- 女子雙人無舵手決賽，英國以7分18秒29贏得金牌。
- 女子輕量級雙人雙槳決賽，荷蘭以7分04秒73獲取金牌。

 射擊
- 男子三姿步槍決賽，德國的亨利·容黑内尔以1.3環之差力壓南韓的金鐘鉉贏得金牌。
- 女子定向飛靶決賽，意大利的迪亚娜·巴科西以1發的差距擊敗同國的基婭拉·卡伊內羅獲得金牌。

 游泳
- 男子50米自由泳決賽，美國的安東尼·歐文以35歲之年贏得金牌，是年紀最大的個人游泳項目奧運金牌得主[47]。
- 男子100米蝶泳決賽，新加坡的以50.39秒擊敗米高·菲比斯獲得金牌，這是新加坡史上首面奥運金牌[48]。
- 女子800米自由泳決賽，美國的姬蒂·雷德基以破世界紀錄的8分04秒79摘金。
- 女子200米背泳決賽，美國的玛雅·迪拉多以0.06秒之差力壓匈牙利的卡廷卡·霍斯祖奪得金牌。

 舉重
- 男子85公斤級決賽，伊朗的基亞努什·羅斯塔米以破世界紀錄的396公斤掄元。
- 女子75公斤級決賽，北韓的林貞心以總成績274公斤實現衛冕。

## 8月13日
田徑
- 男子10000米決賽，英國的莫·法拉赫在半途絆倒仍能後來居上，終以27分05秒17贏得金牌。
- 男子跳遠決賽，美國的傑夫·亨德森憑最後一跳達8.38米的成績而拿下金牌。
- 男子鐵餅決賽，德國的克里斯托夫·哈丁以68.37米的成績奪得金牌。
- 女子100米決賽，牙買加的伊萊恩·湯普森以10秒71首先沖線，首度獲得奧運金牌。
- 女子七項全能，比利時的纳菲萨图·蒂亚姆以6810分問鼎金牌。

 單車
- 女子凱林賽決賽，荷蘭的艾利斯·利特里打敵英國的麗貝卡·詹姆斯封后。
- 女子團體追逐賽，於初賽和首圈兩度打破世界紀錄的英國隊在決賽又以破世界紀錄的4分10秒236贏得金牌。

 劍擊
- 女子團體佩劍決賽，俄羅斯以45-30大勝烏克蘭奪魁，這是俄羅斯第4面劍擊金牌。

 體操
- 男子彈床決賽，白俄羅斯的乌拉季斯拉乌·汉查罗以61.745分力壓中國的董棟和高磊染指金牌。

 划艇
- 男子單人雙槳決賽，紐西蘭的马埃·德赖斯代尔和克羅地亞的达米尔·马丁同樣以6分41秒34到達終點。最終在衝線快照下，裁判決定德賴斯代爾快千分之一秒而奪得金牌[49]。
- 男子八人艇決賽，英國以5分29秒63掄元。
- 女子單人雙槳決賽，澳洲的金·布倫南以7分21秒54拿下金牌。
- 女子八人艇決賽，美國以6分1秒49摘下金牌。

 射擊
- 男子25米快槍決賽，德國的克里斯蒂安·赖茨以34中的成績取得金牌。
- 男子定向飛靶決賽，意大利的加布里埃莱·罗塞蒂以16發全中的成績掄元。

 游泳
- 男子1500米自由泳決賽，意大利的格雷戈里奧·帕特里尼耶里以14分34秒57稱霸。
- 男子4X100米混合泳決賽，美國以3分27秒95封王，米高·菲比斯奪得他個人生涯的第23面奧運金牌。
- 女子50米自由泳決賽，丹麥的佩妮莱·布卢默以24秒07摘金。
- 女子4X100米混合泳決賽，美國以3分53秒13贏取金牌。

 網球
- 女子單人決賽，世界排名34位的波多黎各球手莫妮卡·普格以局數2-1擊敗應屆澳洲網球公開賽冠軍得主安潔莉克·克伯，這是波多黎各的首面奧運獎牌。

 舉重
- 男子94公斤級決賽，伊朗的索赫拉卜·莫拉迪以總成績403公斤封王。

## 8月14日
田徑
- 男子100米決賽，牙買加的尤塞恩·保特以9秒81蟬聯冠軍，成為首位連續三度贏得此賽事的選手。
- 男子400米決賽，南非的韋德·范·尼凱克以43.03秒打破美國傳奇名將米高·約翰遜於17年前創下的世界紀錄問鼎金牌。
- 女子馬拉松，肯亞的潔米瑪·蘇姆恭以2小時24分04秒最快抵達終點拿下金牌。
- 女子三級跳決賽，當屆世界田徑錦標賽冠軍、哥倫比亞的卡特琳·伊巴古恩以15米17的成績奪得金牌。

 拳擊
- 男子49公斤級決賽，烏茲別克的哈桑博伊·杜斯马托夫擊敗哥倫比亞對手，為該國取得本屆奧運的第一金。

 自行車
- 男子個人爭先賽決賽，英國的賈森·肯尼力克隊友卡勒姆·斯金纳奪獲金牌。

 跳水
- 女子個人3米彈板決賽，中國的施廷懋以406.05分獲得金牌。

 劍擊
- 男子團體重劍決賽，法國以45-31狂勝意大利，贏得本屆奧運最後一面劍擊金牌。

 高爾夫球
- 男子組賽事，英國球手賈斯汀·羅斯以268桿拿下金牌。

 體操
- 男子自由體操決賽，英國的馬克斯·惠特洛克以15.633分掄元。
- 男子鞍馬決賽，英國的馬克斯·惠特洛克再下一城以15.966分問鼎金牌。
- 女子跳馬決賽，美國的西蒙·拜爾斯以15.966分獲取金牌。
- 女子高低槓決賽，俄羅斯的阿莉婭·穆斯塔芬娜以15.900分加冕。

 帆船
- 男子RS:X帆板獎牌輪，荷蘭的多利安·范萊索貝瑞赫以25分成功衛冕金牌。
- 女子RS:X帆板獎牌輪，法國的沙利納·皮康以64分取得金牌。

 射擊
- 男子三姿步槍決賽，意大利的尼科洛·坎普里亞尼以458.8環奪得他在本屆奧運的第二面金牌。此前，他已在50米空步槍獲勝。

 網球
- 男子單打決賽，英國的安迪·梅利以局數3-1擊敗阿根廷的胡安·马丁·德尔波特罗封王，是首位兩度奪得單打奧運金牌的球手[50]。
- 女子雙打決賽，俄羅斯組合葉卡捷琳娜·馬卡洛娃/葉連娜·韋斯寧娜以局數2-0戰勝瑞士的玛蒂娜·辛吉斯/迪美雅·芭辛丝姬，為俄羅斯再添一金。
- 混雙決賽，美國的比丹妮·瑪蒂克-桑茲/傑克·索克打擊同國的雲露絲·威廉絲/拉傑夫·拉姆稱霸。

 舉重
- 女子75公斤級決賽，中國的孟蘇平以總成績307公斤贏得金牌。

 摔跤
- 男子59公斤級古典式決賽，古巴的伊斯梅爾·博雷羅擊敗日本的太田忍，贏取金牌。
- 男子75公斤級古典式決賽，俄罗斯的罗曼·弗拉索夫打敗丹麦對手獲勝。

## 8月15日
田徑
- 男子800米決賽，肯亞的大衛·魯迪沙以1分42秒15的成績奪得金牌。
- 男子撐竿跳決賽，代表東道主的蒂亚戈·布拉兹造出6米03的成績力壓世界紀錄保持者、法國的雷諾·拉維勒尼問鼎金牌。
- 女子800米決賽，巴哈馬的肖娜·米勒在終點線前忽然飛撲搶先壓線，壓過美國的愛麗森·費利克斯，取得該國歷史上第5面奧運金牌。
- 女子3000米障礙賽決賽，巴林的露絲·傑貝特以近6秒的優勢首先完成賽事，拿下金牌。
- 女子鏈球決賽，波蘭的安妮塔·沃達爾奇克擲出82.96米以破世界紀錄的方式贏得金牌。

 拳擊
- 男子91公斤級決賽，俄羅斯的葉甫根尼·季先科擊敗哈薩克選手掄元。

 單車
- 男子全能賽，意大利的埃利亚·维维安尼以207分奪冠。

 馬術
- 個人盛裝舞步決賽，英國的夏洛特·杜雅爾丹力壓兩名德國代表取5得金牌。

 體操
- 男子跳馬決賽，2015年世界競技體操錦標賽冠軍得主、北韓的李世光以15.691分替該國贏取本屆奧運的第2面金牌。
- 男子吊環決賽，希臘的埃萊夫塞里奧斯·佩特魯尼亞斯以16.000分取得其生涯首面奧運金牌。
- 女子平衡木決賽，荷蘭的桑內·韋弗斯取得15.466分問鼎金牌，她是繼1928年阿姆斯特丹奧運後第二位取得奧運體操獎牌的女運動員[51]。

 游泳
- 女子馬拉松游泳，荷蘭的莎龙·范劳文达尔以1小時56分32秒1摘下金牌。

 舉重
- 男子105公斤級決賽，烏茲別克的魯斯蘭·努魯丁諾夫以總成績431公斤獲得金牌。

 摔跤
- 男子85公斤級古典式決賽，俄羅斯的达维特·恰克韦塔泽戰勝烏克蘭對手封王。
- 男子130公斤級古典式決賽，古巴的米哈因·洛佩斯戰勝士耳其對手取得金牌。

## 8月16日
田徑
- 男子110米欄決賽，牙買加的奧馬爾·麥克勞德以13秒05贏得金牌。
- 男子跳高決賽，加拿大的德里克·德勞因跳出2米38的成績掄元。
- 女子1500米決賽，肯尼的菲斯·基皮耶貢以4分8秒92拿下金牌。
- 女子鐵餅決賽，克羅地亞的桑德拉·佩爾科維奇以69米21封后。在六次投擲中，她只得一次成功是成功的。

 拳擊
- 男子60公斤級決賽，巴西的羅布松·孔塞桑力克法國對手，染指金牌。

 輕艇
- 男子單人1000米(C-1)決賽，德國的塞巴斯蒂安·布伦德尔以3分56秒926首先沖線，衛冕金牌。
- 男子單人1000米(K-1)決賽，西班牙的马库斯·瓦尔茨以3分31秒44奪取金牌。
- 女子單人200米(K-1)決賽，紐西蘭的麗莎·卡林頓以39秒864奪魁。
- 女子雙人500米(K-2)決賽，匈牙利以1分43秒68獲得金牌。

 自行車
- 男子凱林賽決賽，英國的賈森·肯尼擊敗荷蘭的马蒂尔斯·布赫利贏得他第6面奧運金牌。
- 女子全能賽，英國的勞拉·特洛特以230分衛冕金牌。
- 女子爭先賽決賽，德國的克里斯蒂娜·沃格尔力壓英國的麗貝卡·詹姆斯奪得金牌。

 跳水
- 男子個人3米彈板決賽，中國的曹緣以547.60分摘下金牌。

 體操
- 男子雙槓決賽，烏克蘭的奧列格·維爾尼亞耶夫以16.041分問鼎金牌。
- 男子單槓決賽，德國的法比安·漢布钦以15.766分首度奪取奧運金牌。
- 女子自由操決賽，美國的西蒙·拜爾斯以15.966分拿下她的5面奧運金牌。

 帆船
- 男子芬蘭人型獎牌輪，英國的贾尔斯·斯科特以36分輕取金牌。
- 男子雷射型獎牌輪，澳洲的湯姆·伯頓以2分險勝取得金牌。
- 女子雷射輻射型獎牌輪，荷蘭的瑪麗特·鮑梅斯特以61分加冕。
- 男女混合的Nacra17型獎牌輪，阿根廷以1分之差獲勝。

 游泳
- 男子馬拉松游泳，荷蘭的費利·威特曼和希臘的斯皮里宗·揚尼奧蒂斯以同一時間完全賽事，裁判經觀看衝線快照後確定前者為金牌得主。

 韻律泳
- 雙人賽決賽，俄羅斯以2分之差力壓中國奪金。自2000年悉尼奧運後，俄羅斯就未有把這面金牌旁落到他國手中。

 乒乓球
- 女子團體決賽，中國以局數3-0戰勝德國，衛冕金牌。

 舉重
- 男子105公斤級以上決賽，格魯吉亞的拉沙·塔拉哈泽以總成績473公斤奪取金牌外更打破世界紀錄。

 摔跤
- 男子66公斤級古典式決賽，塞爾維亞的達沃爾·斯特凡內克以較高得分勝出，替塞爾維亞得到本屆奧運的首面金牌。
- 男子98公斤級古典式決賽，阿美尼亞的阿圖爾·阿列克薩尼揚以較高得分勝出，這是阿美尼亞於本屆奧運的首面金牌。

## 8月17日
田徑
- 男子3000米障礙賽，肯亞的肯瑟拉斯·基普魯托以8分3秒28問鼎金牌。自1984年洛杉磯奧運後，男子3000米障礙賽一直是肯亞的囊中物。
- 女子200米決賽，牙買加的伊萊恩·湯普森以21秒78封后，這是她繼早前舉行的100米後又一面金牌。
- 女子100米欄決賽，美國包辦所有獎牌。當中，美國的布麗安娜·羅林斯以12秒48拿下金牌。
- 女子跳遠決賽，美國的緹亞娜·巴爾托雷塔以7米17贏得金牌。

 羽毛球
- 混雙決賽，印尼的通托維·艾哈邁德/利利亞納·納西爾擊敗馬來西亞的陳炳順/吳柳螢贏得印尼首面奧運羽毛球混雙金牌。

 拳擊
- 男子69公斤級決賽，哈薩克的達尼亞爾·葉列烏西諾夫戰勝烏茲別克的謝克蘭·伊索夫獲取金牌。

 馬術
- 個人障礙超越決賽，法國僅被扣3分的情況下奪得金牌。

 乒乓球
- 男子團體決賽，中國以局數3-1擊敗日本，連續三屆奧運贏取金牌。

 跆拳道
- 男子58公斤級決賽，中國的趙帥以6-4力克泰國對手特温·汉巴，奪得金牌。這是中國自參與奧運以來首個男子跆拳道冠軍。
- 女子49公斤級決賽，南韓的金昭熙以1分險勝塞爾維亞的蒂亚娜·波格丹诺维奇取得南韓於本屆奧運的第7面金牌。

 排球
- 女子組決賽，德國組合以局數2-0戰勝東道主巴西問鼎金牌。

 摔跤
- 女子48公斤級自由式決賽，日本的登坂繪莉勝出染指金牌。
- 女子58公斤級自由式決賽，日本的伊調馨獲勝，連續四屆奧運均奪得金牌。
- 女子69公斤級自由式決賽，日本的土性沙羅力克對手奪魁，

## 8月18日
田徑
- 男子200米決賽，牙買加的尤塞恩·保特以19秒78蟬聯金牌。
- 男子400米欄決賽，美國的克倫·克萊蒙特以47秒73問鼎金牌。
- 男子鉛球決賽，美國的瑞安·克勞澤以破奧運紀錄的22米52掄元。
- 男子十項全能，美國的阿什頓·伊頓以平奧運紀錄的8893分衛冕金牌。
- 女子400米欄決賽，美國的达莉拉·穆罕默德以53秒13摘下金牌。
- 女子標槍決賽，克羅地克的莎拉·科拉克擲出66米18封后。

 羽毛球
- 女子雙打決賽，日本組合松友美佐紀/高橋禮華以局數2-1戰勝丹麥的克里斯汀娜·彼德森/卡米拉·呂特·尤爾，替日本首奪奧運羽毛球項目金牌。同時，這也是丹麥在奧運女子羽毛球比賽中取得的最佳成績[52]。

 拳擊
- 男子81公斤級決賽，古巴的胡利奥·塞萨尔·拉克鲁斯獲勝獲得金牌。

 輕艇
- 男子單人200米(C-1)決賽，烏克蘭的尤里·切班以破奧運紀錄的39秒279衛冕金牌。
- 男子雙人200米(K-2)決賽，西班牙以32秒075摘下金牌。
- 男子雙人1000米(K-2)決賽，德國以3分10秒781稱王。
- 女子單人500米(K-1)決賽，匈牙利的科扎克·达努塔以1分52秒494衛冕金牌。

 跳水
- 女子個人10米高台決賽，出生於2001年、來自中國的任茜以439.25分染指金牌，她是中國首位贏得奧運金牌的「二千後」。

 曲棍球
- 男子組決賽，阿根廷以4-2擊敗比利時，這是阿國首度奪得男子曲棍球奧運金牌。

 帆船
- 男子470型獎牌輪，克羅地亞以43分得到金牌。
- 女子470型獎牌輪，英國以44分奪取金牌。
- 男子49人型獎牌輪，紐西蘭以35分輕取金牌。
- 女子49人型FX獎牌輪，巴西以48分拿下金牌。

 跆拳道
- 男子68公斤級決賽，約旦的艾哈邁德·阿布賈努殊以10-6力克對手阿列克谢·杰尼先科，贏得約旦史上首面奧運金牌。
- 英子57公斤級決賽，英國的潔蒂·瓊斯以16-7大勝對手衛冕金牌。這項賽事的其中一面銅牌由伊朗的基米雅·阿里萨德所得，是首位取得奧運獎牌的中東女運動員。

 三項鐵人
- 男子組賽事，英國的布朗里兄弟（阿利斯泰尔·布朗利/乔纳森·布朗利）分別以1小時45分01秒及1小時45分07秒奪得金牌和銀牌。

 沙灘排球
- 男子組決賽，巴西以局數2-0取勝，贏得本屆奧運的第5面金牌。

 摔跤
- 女子53公斤級自由式決賽，美國的海伦·马洛里斯以4-1戰勝三屆金牌得主、日本的吉田沙保里加冕。
- 女子63公斤級自由式決賽，日本的川井梨紗子以3-0獲勝贏得金牌。
- 女子75公斤級自由式決賽，加拿大的艾麗卡·韋博以6-0大勝，贏得她的首面奧運金牌。

## 8月19日
田徑
- 男子4X100米決賽，牙買加以37秒27奪得金牌，令尤塞恩·保特連續三屆奧運中均贏得男子100米、200米和接力的金牌。此外，日本取得銀牌，是亞洲於奧運田徑接力賽事中最好的成績。
- 男子50公里競步，斯洛伐克的马泰·托特以3小時40分58秒率先到達終點，拿下金牌。
- 男子鏈球決賽，塔吉克的迪爾肖德·納扎羅夫以78米68奪得金牌。
- 女子5000米決賽，肯亞的維維安·切魯伊約特以破奧運紀錄的14分26秒17取得金牌。
- 女子4X100米決賽，美國以41秒01力壓牙買加問鼎金牌。
- 女子20公里競步，中國的劉虹以1小時28分35拿下她首面奧運金牌。
- 女子撐槓跳決賽，在世界紀錄保持者葉蓮娜·伊辛芭耶娃缺席下，希臘的艾克特瑞妮·斯蒂芬尼迪以4米85加冕。

 羽毛球
- 男子雙打決賽，中國的傅海峰/張楠以局數2-1反勝馬來西亞的吳蔚昇/陳蔚強奪取金牌。
- 女子單打決賽，西班牙卡羅列娜·馬琳同樣以局數2-1反勝印度的普薩拉·文卡塔·辛杜贏取金牌，成為首位於奧運羽毛球女單賽事奪冠的非亞洲球手[53]。

 拳擊
- 女子60公斤級決賽，法國的埃丝特勒·莫瑟利擊敗中國的尹軍花為法國再添一面金牌。

 單車
- 男子BMX決賽，美國的康納·菲爾茲以34秒642最先沖線，贏得金牌。
- 女子BMX決賽，哥倫比亞的玛丽安娜·帕洪以34秒093成功衛冕金牌。

 馬術
- 場地障礙賽決賽，英國的尼克·斯凯尔顿以零罰分兼最快完成賽事的情況下贏得金牌。

 足球
- 女子組決賽，德國以2-1小勝瑞典封后。

 曲棍球
- 女子組決賽，英國於發定時間以3-3賽和後通過互射定點球擊敗荷蘭，首度奪得奧運女曲金牌。

 現代五項
- 女子組賽事，澳洲的克洛伊·埃斯波西托以破奧運紀錄的1372分拿下金牌。

 韻律泳
- 團體決賽，俄羅斯以197.030分奪冠，成就五連霸業。

 跆拳道
- 男子80公斤級決賽，科特迪瓦的謝赫·西塞在最後一秒成功擊中對方頭部，以6-4反勝掄元。這是科特迪瓦歷史上首面奧運金牌。
- 女子67公斤級決賽，南韓的吳慧麗以1分險勝拿下該國於本屆奧運的第2面跆拳道金牌。

 水球
- 女子組決賽，美國以12-5狂勝意大利衛冕金牌。

 摔跤
- 男子57公斤級自由式決賽，格魯吉亞的弗拉迪米尔·欣切加什维利戰勝日本的樋口黎贏得金牌。
- 男子74公斤級自由式決賽，伊朗的哈桑·雅兹丹尼擊敗俄羅斯對手阿尼乌阿尔·格杜耶夫摘下金牌。

## 8月20日
田徑
- 男子1500米決賽，美國的馬修·森特羅維茲以3分50秒00奪得金牌，這是美國事隔108年後再次贏得訛項目的金牌[54]。
- 男子5000米決賽，英國的莫·法拉以13分03秒30衛冕金牌。
- 男子4X400米決賽，美國以2分57秒30第十六度問鼎該項目的金牌。
- 男子標槍決賽，德國的托馬斯·羅勒爾以90.30米贏得金牌，是德國繼1972年慕尼黑奧運後再次在這項目稱霸。
- 女子800米決賽，南非的薩美雅以1分55秒28封后，銀牌由布隆迪的弗朗辛·妮揚莎芭所得，這是布隆迪自1996年阿蘭特大奧運後再次摘下獎牌。
- 女子4X400米決賽，美國以3分19秒06首先沖線，連續六屆奪冠。
- 女子跳高決賽，西班牙的露特·貝蒂亞以1米97拿下金牌。

 羽毛球
- 男子單打決賽，中國的諶龍以局數2-0擊敗馬來西亞的李宗偉首奪奧運金牌。

 籃球
- 女子組決賽，美國以101-72戰勝西班牙第八度加冕金牌。

 拳擊
- 男子56公斤級決賽，古巴的拉米雷斯·卡拉札納力克美國對手再奪奧運金牌。
- 男子75公斤級決賽，古巴的阿倫·洛佩斯戰勝烏茲別克首奪奧運金牌。
- 女子51公斤級決賽，英國的尼古拉·亞當斯挫下法國對手成功衛冕金牌。

 輕艇
- 男子雙人1000米(C-2)決賽，德國以3分43秒912掄元。
- 男子單人200米(K-1)決賽，英國的利亚姆·希思以35秒19染指金牌，是英國於奧運賽艇項目中的最佳成績[55]。
- 男子四人1000米(K-4)決賽，德國以3分02秒143贏取金牌。
- 女子四人500米(K-4)決賽，匈牙利以1分34秒482獲取金牌。

 單車
- 女子越野賽，世界排名第6、來自瑞典的燕妮·里斯韦德斯以1小時30分15取得金牌。

 跳水
- 男子10米高台決賽，中國的陳艾森以585.30分拿下金牌。

 足球
- 東道主巴西通過互射十二碼擊敗德國首奪奧運男子足球項目金牌。

 高爾夫球
- 女子組賽事，南韓的朴仁妃以268桿摘下金牌。

 藝術體操
- 個人決賽，俄羅斯的瑪加麗塔·馬蒙以74.383分封后。

 手球
- 女子組決賽，俄羅斯以22-19打敗法國，自蘇聯解體後俄國首次於奧運贏得手球金牌。

 現代五項
- 男子組賽事，俄羅斯的亞歷山大·列松以破奧運紀錄的1479分獲得金牌。

 跆拳道
- 男子80公斤級決賽，阿塞拜疆的拉季克·伊萨耶夫以6-2擊敗尼日爾的阿卜杜勒·拉扎克·优素福奪得金牌。同時，這是尼日爾繼1972年慕尼黑奧運會後再次取得獎牌。
- 女子67公斤級決賽，中國的鄭姝音以5-1取勝拿下金牌。

 三項鐵人
- 女子組賽事，美國的格溫·喬根森以1小時56分56秒收獲金牌，此前美國從未在這項目取得金牌[56]。

 排球
- 女子組決賽，中國以局數3-1擊敗塞爾維亞摘下金牌，這是中國女排繼2004年雅典奧運後事隔12年再奪奧運女子排球項目金牌。

 水球
- 男子組決賽，塞爾維亞以11-7戰勝克羅地亞首次奪得奧運水球金牌。

 摔跤
- 男子自由式86公斤級決賽，俄羅斯的阿布杜勒拉希德·萨杜拉耶夫以3-0獲勝，贏得金牌。
- 男子自由式125公斤級決賽，土耳其的塔哈·阿克居尔以3-1勝出，斬獲金牌。

## 8月21日
田徑
- 男子馬拉松，肯亞的埃利烏德·基普喬蓋以2小時8分44最先完成賽事，拿下金牌。

 籃球
- 男子組決賽，美國隊以96-66大勝塞爾維亞，第十六次稱霸。

 拳擊
- 男子52公斤級決賽，烏茲別克的夏柯畢·佐瑞夫擊敗俄羅斯對手問鼎金牌。
- 男子64公斤級決賽，同樣來自烏茲別克的法茲利丁·蓋布納扎洛夫取勝，收獲金牌。
- 男子91公斤級決賽，法國的托尼·約卡勝出，奪得金牌。
- 女子75公斤級決賽，美國的克勞瑞莎·希爾茲得勝，染指金牌。

 單車
- 男子越野賽，瑞士的尼諾·舒爾特以1小時33分28秒首先沖線掄元。

 藝術體操
- 團體決賽，俄羅斯以36.233分加冕，連續5屆封后。

 手球
- 男子組決賽，丹麥以2分險勝法國摘下金牌，粉碎法國三連霸美夢。

 排球
- 男子組決賽，東道主巴西以局數3-0擊敗意大利贏得金牌。

 摔跤
- 男子65公斤級自由式決賽，俄羅斯的索斯蘭·拉莫諾夫以4-0取勝，斬獲金牌。
- 男子97公斤級自由式決賽，美國的凯尔·斯奈德以3-1獲勝，取得金牌。